# سام هنت
سام هنت (بالإنجليزية: Sam Hunt)‏ هو سياسي أمريكي، ولد في 12 سبتمبر 1942. حزبياً، نشط في الحزب الديمقراطي. وقد انتخب عضو مجلس نواب واشنطن.